# Eugenio Duse
Eugenio Duse (Senigallia, 24 gennaio 1889 – Bologna, 24 novembre 1969) è stato un attore italiano, a lungo attivo in teatro e cinema.

## Biografia
Fratello maggiore di Carlo e parente di Eleonora, debuttò giovanissimo sulle scene teatrali come attore brillante e dai primi anni '20 riuscì ad imporsi recitando con Aristide Baghetti, Emma Gramatica, Ugo Farulli, Marga Cella e Gemma Bolognesi. Nel 1935 entrò nella "compagnia spettacoli Eliseo" diretta da Gero Zambuto, accanto ad Anna Magnani, Pina Renzi e i fratelli Giorgio e Guido De Rege. Sul grande schermo debuttò all'epoca del muto con tre film nel triennio 1920-1922, quindi riprese l'attività nel 1933 nei dieci anni seguenti partecipando a un numero ragguardevole di pellicole. Dopo il matrimonio avvenuto nel 1945 con Maria Vantini rallentò notevolmente l'attività artistica, per ritirarsi infine dal cinema nel 1952. Morì a Bologna all'età di 80 anni.

## Filmografia
- Sansonette e i quattro Arlecchini, regia di Giovanni Pezzinga (1920)
- Il mistero dell'auto in fiamme, regia di Giovanni Pezzinga (1921)
- Cainà, regia di Gennaro Righelli (1922)
- O la borsa o la vita, regia di Carlo Ludovico Bragaglia (1933)
- Teresa Confalonieri, regia di Guido Brignone (1934)
- Il cardinale Lambertini, regia di Parsifal Bassi (1934)
- Campo di maggio, regia di Giovacchino Forzano (1935)
- Re burlone, regia di Enrico Guazzoni (1935)
- La damigella di Bard, regia di Mario Mattoli (1936)
- Allegri masnadieri, regia di Marco Elter (1937)
- Il Corsaro Nero, regia di Amleto Palermi (1937)
- Chi è più felice di me!, regia di Guido Brignone (1938)
- Giuseppe Verdi, regia di Carmine Gallone (1938)
- L'albergo degli assenti, regia di Raffaello Matarazzo (1939)
- Montevergine, regia di Carlo Campogalliani (1939)
- Le educande di Saint-Cyr, regia di Gennaro Righelli (1939)
- Finisce sempre così, regia di Enrique Susini (1939)
- Carmen fra i rossi, regia di Edgar Neville (1939)
- La notte delle beffe, regia di Carlo Campogalliani (1939)
- La prima donna che passa, regia di Max Neufeld (1940)
- Il ladro sono io!, regia di Flavio Calzavara (1940)
- L'assedio dell'Alcazar, regia di Augusto Genina (1940)
- Cento lettere d'amore, regia di Max Neufeld (1940)
- Melodie eterne, regia di Carmine Gallone (1940)
- Antonio Meucci, regia di Enrico Guazzoni (1940)
- Abbandono, regia di Mario Mattoli (1940)
- Il bravo di Venezia, regia di Carlo Campogalliani (1941)
- Amore imperiale, regia di Aleksandr Volkov (1941)
- I promessi sposi, regia di Mario Camerini (1941)
- Solitudine, regia di Livio Pavanelli (1942)
- Giorno di nozze, regia di Raffaello Matarazzo (1942)
- Fra Diavolo, regia di Luigi Zampa (1942)
- Il mercante di schiave, regia di Duilio Coletti (1942)
- Silenzio, si gira!, regia di Carlo Campogalliani (1943)
- L'adultera, regia di Duilio Coletti (1946)
- La fumeria d'oppio, regia di Raffaello Matarazzo (1947)
- La colpa di una madre, regia di Carlo Duse (1952)